# Paralephana talacai
Paralephana talacai är en fjärilsart som beskrevs av Pierre E.L. Viette 1982. Paralephana talacai ingår i släktet Paralephana och familjen nattflyn. Inga underarter finns listade i Catalogue of Life.